# DP-64榴彈發射器
DP-64榴彈發射器（俄語：ДП-64）是一種俄羅斯製的特殊用途雙管榴彈發射器，它被裝備於保護船隻，船塢和水利發展工作，以及其他沿海設施的戰鬥蛙人及海軍特種部隊。該武器為後膛裝填式設計，操作起來就像一把大型中折式雙管獵槍一樣，並可以兩種不同的金屬機械瞄具瞄準。該武器發射的榴彈之有效距離可達400米。然而，這些榴彈的作用就跟小型深水炸彈一樣，在攻擊潛水員時效果就像以真正的深水炸彈攻擊潛艇一樣。該武器的主要組成部份包括一個巨大的聚合物製槍托以及其槍管。DP-64還具有一個側身的前握把可用於穩固武器。其槍托配有一個用於降低後座力的橡膠墊。該武器還能夠在直升機上使用，從而以更大面積進行巡邏，以保護目標。DP-64是在1989年研製並於1990年投入生產。
儘管具有體積大和笨重等缺點，DP-64在當今輕兵器世界中提供了相當重要的角色。

## 使用國
- 俄羅斯
  - 俄羅斯海軍
- 越南

## 另見
- GP-25附加型榴彈發射器
- RG-6轉輪式榴彈發射器
- AGS-17自動榴彈發射器
- AGS-30自動榴彈發射器
- AGS-40自動榴彈發射器